# 爭位棋
爭位棋（Agon），是法國十八世紀的兩人棋類遊戲。

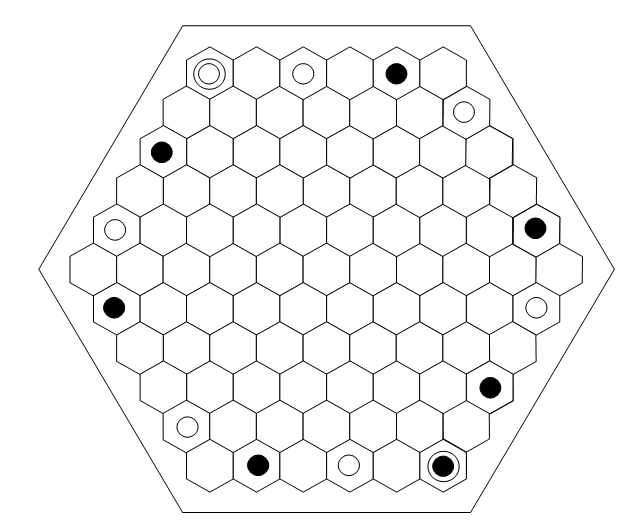
爭位棋初始佈置

## 棋具
- 6*6*6的六角型棋盤。
- 棋子兩種，每方皇后各一枚，侍衛各六枚[2]。

## 規則
- 初始佈置後，每方輪流移動一己棋朝內圈或是同圈的空格，但守衛不能移至中心格。
  - 當主動造成兩枚己棋夾住一枚敵棋時，
    - 若敵棋是守衛，則敵方將該棋改放外圈的任一空格。
    - 若敵棋是皇后，則己方將該棋改放任一空格。

- 先將己方皇后佔著中心格，並以六枚己方守衛環繞，該方勝[3]。

## 外部連結
- 遊戲介紹 （页面存档备份，存于）
- 遊戲下載